# 何点 (南朝)
何点（437年—504年），字子晳，庐江郡灊县（今安徽省霍山县北）人，南朝梁政治人物。
何点是何尚之的孙子，何铄的儿子。十一岁时，因其父何铄患有疯疾，无缘无故杀害妻子，按法律被处死。何点感于家祸，遂绝婚姻和仕宦。何点有异才，立志隐逸，博通群书，善于谈论。刘宋征召为太子洗马，南齐征召为中书郎、太子中庶子，他屡受征辟而不就。何点世号“通隐”。性通脱，有识鉴，信佛学，好文学。萧子良把家中珍藏的嵇叔夜酒杯、徐景山酒赠送给嗜酒的何点，以求其欢心。何点常常以此自傲，遇酒便醉，继续过着交游宴乐的隐士生活。何点与孔稚珪、张融等为莫逆友，曾识拔丘迟、江淹。与兄何求、弟何胤皆为当世名隐，人称“何氏三高”。他与梁武帝有旧，天监初年，梁武帝诏征他为侍中，还是不就，于是赐予侍中禄俸。天监三年（504年）何点卒。